# Stara Gora (Benedikt)
Stara Gora je jednou ze 14 vesnic, které tvoří občinu Benedikt. V lednu 2017 žilo ve vesnici 21 obyvatel.

## Poloha, popis
Poměrně malá vesnice leží pči jižním okraji občiny Benedikt. Nachází se ve střední části vrchoviny Slovenske Gorice. Její nadmořská výška je zhruba od 235 do 295 m a celková rozloha je 0,32 km². Podél západního okraje protéká potok Drvanja.
Sousedními sídly jsou : na severu a východě Trtkova, na jihu Osek a na západě Obrat.